# Edmodo
Edmodo — колишня освітня технологічна платформа, що пропонувала комунікацію, співпрацю та можливість тренерської роботи для загальноосвітніх шкіл, коледжів та викладачів. Мережа Edmodo давала вчителям змогу ділитися вмістом, створювати тести, вікторини та опитування, керувати спілкуванням з учнями, колегами та батьками. Система була вчитель-орієнтованою: учні та їхні батьки могли приєднатися до Edmodo тільки після запрошення вчителем.
Від 22 вересня 2022 року роботу системи припинено.

## Історія
Edmodo заснували Нік Борг, Джеф О'Хара та Девід Янгман[уточнити] у 2008 році. Діяльність компанії була підтримана інвестиційними фондами Index Ventures, Benchmark, Greylock Partners, Learn Capital, New Associates, Union Square Ventures, Glynn Capital Management, Tenaya Capital, SingTel Innov8 та KDDI. За станом на січень 2018 р. Edmodo мала понад 88,5 млн користувачів по всьому світу. Близько половини цих користувачів перебували в США, решта — в 180 країнах світу. Значна концентрація користувачів була в Сінгапурі, Індонезії, Уругваї та Італії, близько 10 % цих користувачів були вчителями.
У 2013 році Edmodo було включено до списку «Кращих програм для вчителів» від PC Magazine. Того ж року Edmodo придбав стартап Root-1, намагаючись стати майданчиком продажу програмних застосунків для освіти. Вібху Міттал, співзасновник та CEO Root-1, став генеральним директором Edmodo у 2014 році.
У 2014 році Edmodo запустив Snapshot — набір оціночних інструментів для вимірювання навчальних досягнень учнів відповідно до освітніх стандартів. Дайджест Edtech нагородив Edmodo Snapshot премією Cool Tool за кращу систему оцінювання.  Компанія співпрацювала з двома великими видавництвами у Великій Британії — Oxford University Press та Cambridge University Press, щоб забезпечити навчальним закладам та учням доступ до навчального контенту на платформі Edmodo та адаптувати Edmodo Snapshot до освітніх стандартів Великої Британії.
У березні 2015 року Noodle назвав Edmodo одним із «32 найбільш інноваційних онлайнових освітніх інструментів».  У січні 2017 року Edmodo розпочинає курси підвищення кваліфікації для вчителів штату Нью-Йорк спільно з NYPTI. У червні 2017 року Фрост і Салліван оголосили, що Edmodo виграв премію Customer Value Leadership Award.
17 травня 2017 року Edmodo надіслала електронний лист, який інформував користувачів про те, що система стала жертвою хакерської атаки, внаслідок чого було заблоковано облікові записи 77 мільйонів користувачів. Зовнішня аудиторська перевірка, яку замовила компанія, не знайшла інформації про витік персональних даних користувачів системи.
У червні 2017 року компанія Edmodo оголосила про запуск пошукової системи навчального відео Askmo: пошук ґрунтується на відео, яким учителі ділилися під час підготовки та проведення навчальних занять і можуть бути відфільтровані за предметом та класом.
У липні 2019 року було оголошено, що Edmodo має більше 100 млн користувачів.
15 серпня 2022 року було оголошено, що 22 вересня 2022 року платформу буде закрито.